# Liceales
Ordre
Synonymes
- Liceida Lister, 1909

Les Liceales sont un ordre d'amibozoaires de la classe des Myxomycetes.

## Liste des familles et genres
Selon Catalogue of Life (13 juin 2013) :
- famille des Cribrariaceae
- famille des Dictydiaethaliaceae
- famille des Liceaceae
- famille des Listerellaceae
- famille des Tubiferaceae

Selon ITIS (13 juin 2013) :
- famille des Cribrariaceae
- famille des Liceaceae
- famille des Reticulariaceae

Selon NCBI (13 juin 2013) :
- famille des Cribrariaceae
  - genre Cribraria
  - genre Dictydium
  - genre Lindbladia
- famille des Dictydiaethaliaceae
  - genre Dictydiaethalium
- famille des Enteridiidae
  - genre Lycogala
- famille des Liceaceae
  - genre Kelleromyxa
  - genre Licea
- famille des Reticulariaceae
  - genre Tubifera
- famille des Tubiferaceae
  - genre Enteridium
  - genre Reticularia
  - genre Tubulifera